# Vîdava, Volociîsk
Vîdava (în ucraineană Видава) este un sat în comuna Bronivka din raionul Volociîsk, regiunea Hmelnîțkîi, Ucraina.

## Demografie
Componența lingvistică a localității Vîdava
     Ucraineană (99,24%)
     Alte limbi (0,76%)
Conform recensământului din 2001, majoritatea populației localității Vîdava era vorbitoare de ucraineană (99,24%), existând în minoritate și vorbitori de alte limbi.